# Chris Mears
Christopher James Mears (Reading, 7 de fevereiro de 1993) é um saltador britânico, especialista no trampolim, campeão olímpico. 

## Carreira

### Rio 2016
Mears representou seu país nos Jogos Olímpicos de Verão de 2016, na qual conquistou uma medalha de ouro no trampolim sincronizado com Jack Laugher.